# Heinrich Deserno
Heinrich Deserno (* 17. September 1945; † 14. Februar 2023) war ein deutscher Facharzt für psychotherapeutische Medizin und Psychotherapie, Psychoanalytiker und Lehranalytiker (DPV, IPA) sowie Hochschullehrer.

## Berufliche Laufbahn
Heinrich Deserno schloss seine medizinische Promotion 1989 mit einer Schrift Zur Kritik des Arbeitsbündniskonzepts. Eine Untersuchung des Arbeitsbündnisses in der psychoanalytischen Therapie im Rahmen einer vergleichenden Fallstudie ab. Bis September 2010 war er am Sigmund-Freud-Institut in Frankfurt als wissenschaftlicher Mitarbeiter beschäftigt und leitete dort zusätzlich die Ambulanz und Depressionssprechstunde des Instituts. Zudem war er Lehranalytiker des Frankfurter Psychoanalytischen Instituts. Deserno bekleidete von 2009 bis 2015 eine Professur an der International Psychoanalytic University Berlin im Studiengang Klinische Psychologie/Psychoanalyse. Er hatte dort zusätzlich die ärztliche Leitung der psychotherapeutischen Hochschulambulanz inne.

## Forschungsschwerpunkte
Deserno forschte zu den Aspekten chronische Depression und Angststörung im Kontext der Psychotherapieforschung. Außerdem setzte er sich wissenschaftlich mit Träumen auseinander. Hierbei lag sein Schwerpunkt auf Traumerlebnissen im Zusammenhang mit dem psychotherapeutischen Prozess, auf dem Kontext von Traum und Übertragung im therapeutischen Setting sowie der Erforschung von Traumserien. Ein weiterer Forschungsbereich betraf die Aspekte Theoriebildung und Konzeptkritik. Am Sigmund-Freud-Institut forschte er zudem im von Marianne Leuzinger-Bohleber geleiteten Schwerpunkt Theoretische und empirisch/experimentelle psychoanalytische Grundlagenforschung.
Unter seinen Publikationen ist insbesondere Die Analyse und das Arbeitsbündnis (1990; überarb. Neuausgabe 1994) zu nennen.